# Cantonul Bayonne-Est
Cantonul Bayonne-Est este un canton din arondismentul Bayonne, departamentul Pyrénées-Atlantiques, regiunea Aquitania, Franța.